# Uniwersytet Techniczny w Stambule
Uniwersytet Techniczny w Stambule (tur. İstanbul Teknik Üniversitesi; ang. Istanbul Technical University, ITU) – największy i cieszący się opinią najbardziej prestiżowego, uniwersytet w Turcji, mieszczący się w Stambule.